# Pamfil Nazarovič Nazarov
Pamfil Nazarovič Nazarov (in russo Памфил Назарович Назаров?, nel monachesimo Mitrofan, in russo Митрофан?; Governatorato di Tver', 9 febbraio 1792 – Jaroslavl', 31 dicembre 1839) è stato un militare e scrittore russo, autore di memorie e in seguito monaco ortodosso.

## Biografia
Nato nel villaggio di Filimonovo, Uezd di Korchevskoy, nel governatorato di Tver', Pamfil Nazarovič Nazarov era uno di quattro figli. Da contadino e patriota dell'impero russo, sapeva come bruciare carbone e forgiare chiodi.
Partecipò alla campagna di Russia contro le truppe napoleoniche. Nel settembre 1812 fu reclutato nell'esercito del generale Kutuzov a San Pietroburgo, prestando servizio dal 4 ottobre nell'8ª compagnia Jäger del reggimento finlandese delle guardie di vita dello zar Alessandro I. Successivamente, dal momento in cui l'esercito russo entrò in Prussia, fu nella 6ª compagnia Jäger, dal 1815 nella 2ª compagnia dei carabinieri, mentre dal 1826 nella 2ª compagnia Jäger.
Prese parte alla campagna estera dell'esercito russo e combatté in Sassonia, Prussia e Slesia. Partecipò alla battaglia di Parigi da parte delle forze alleate nel 1814 e alla parata della vittoria per le strade della capitale francese.
Nel 1828, come parte del reggimento, partecipò alle azioni contro le truppe turche e nel 1831 contro gli insorti polacchi. L'8 maggio 1831 fu colpito alla gamba destra in battaglia. Nel 1832, per il suo servizio, fu insignito della Croce di San Giorgio con il n° 64665, mentre nel 1834 ricevette il distintivo dell'ordine di Sant'Anna per vent'anni di servizio, così come l'Ordine Virtuti militari di 5º grado.
Dopo la fine del servizio militare nel 1836, tornò nella sua provincia natale, prese i voti monastici sotto il nome di Mitrofan e si trasferì al monastero Spasskij di Jaroslavl', dove morì nel 1839.
Lasciò appunti sul suo servizio militare nel 1812-1836, durante il quale dovette viaggiare più volte in gran parte dell'Europa. Le sue memorie descrivono in dettaglio la vita di un soldato dell'epoca e furono inserite nel volume n° 8 di "Antichità russa" del 1878, per poi essere pubblicate nel 1912 nella rivista Tverskaja Starina.

## Filmografia
- Nel documentario di Alessandro Barbero, La battaglia della Moscova, fu impersonato dall'attore Andrei Zayats.